# Stazione di Susa
La stazione di Susa è una fermata ferroviaria a servizio dell'omonima città in Piemonte. La fermata è capolinea della diramazione che si stacca della ferrovia del Frejus presso Bussoleno.

## Storia
La stazione di Susa venne attivata il 25 maggio 1854, come capolinea della ferrovia Torino-Susa.
Nel 1868 divenne capolinea della nuova ferrovia del Moncenisio, che valicava il passo omonimo con un ardito tracciato ad aderenza artificiale. La ferrovia chiuse il 19 settembre 1871, due giorni dopo l'apertura del traforo ferroviario del Frejus. Di conseguenza la stazione divenne capolinea della linea da Torino, che si dirama a Bussoleno per il Frejus.
Il 2 agosto 1919 venne attivato l'esercizio a trazione elettrica a corrente alternata trifase; la stazione venne convertita alla corrente continua il 28 maggio 1961.
Negli anni '90 del XX secolo la stazione venne convertita in fermata, smantellando tutti gli altri binari e mantenendo il solo binario di corsa, che termina in stazione.

## Strutture ed impianti
La stazione dispone di un fabbricato viaggiatori, sviluppato a L attorno ai due binari tronchi della linea. Presso il fabbricato viaggiatori è ospitata al piano terra un’attività commerciale che funge da bar, ristorante e tabaccheria, nonché da rivendita dei titoli di viaggio. Sono inoltre presenti alcune biglietterie automatiche sotto le coperture delle banchine.
Al 2018 risulta attivo il solo binario di corsa della linea. Il secondo binario è ancora presente, ma in stato di abbandono, in quanto staccato dalla linea e inutilizzato. Un ulteriore fascio di binari tronchi era a servizio dello scalo merci, in disuso, dotato anche di un fabbricato merci a sé stante.

## Movimento
In seguito all'attivazione della ferrovia del Frejus (1871), che si diramava dalla preesistente Torino-Susa a Bussoleno, la stazione serve principalmente al traffico locale.
Dal 9 dicembre 2012 è diventata capolinea di una delle due ramificazioni della linea SFM3 del servizio ferroviario metropolitano di Torino.

## Servizi
La stazione, classificata da RFI nella categoria "Bronze", dispone di:
- Bar
- Ristorante
- Servizi igienici
- Biglietteria automatica

## Interscambi
Al di fuori del piazzale di stazione sono messi in atto i seguenti interscambi:
- Fermata autobus
- Stazione taxi